# إدريس بن قتادة
إدريس بن قتادة بن إدريس الحسني كان أمير وشريف مكة من عام 1254 إلى 1270، بينهم انقطاع. غالبية حكمه كانت في شراكة مع جده وأبو نمي بن أبي سعدبن علي.
في عام 1254، خلع ابن أخته غانم بن راجح من إمارة مكة في شراكة مع أبو نمي بن أبي سعد، مع مقتل ثلاثة فقط في القتال. حكموا سوية حتى (6 يناير 1255) تقريبا، عندما تم عزلهم من قبل الأمير المبارز بن برطاس نيابةً عن مظفر اليمن. استعاد إدريس وأبو نمي مكة بعد شهرين وأربع ليال في 6 مارس 1255 م. فدى ابن برطاس نفسه وعاد إلى اليمن.
في عام 1256 تم عزل إدريس لفترة قصيرة من قبل أبو نمي عندما غادر مكة لزيارة أخيه راجح. عندما عاد إدريس إلى مكة مع راجح تصالح الاشراف الثلاثة.
تم إسقاط إدريس للمرة الثانية ق. 1268. كتب أبو نمي إلى الظاهر بيبرس من مصر، موضحًا أنه شهد في إدريس ميلًا نحو مظفر يوسف اليمني ودولته، بسبب طرد عمه. بعد أن جمع إدريس قواته وعاد إلى مكة ، تصالح الاثنان، وكتب إدريس إلى السلطان يعبّر عن ولائه.
في عام 1270 ، وقع مرة أخرى نزاع بين الشريفين، قُتل فيه أبن أبو نمي وهرب إلى ينبع، حيث طلب الدعم من أميرها. بعد أن جمع جيشًا، انطلق إلى مكة وقاتل إدريس في خليص. جرح إدريس، ثم ترجل من حصانه وقطع رأسه.
وفقًا للمورقي، طُرد أبو نمي من مكة بعد مقتل ابنه في ربيع الأول (في وقت ما ق. 18 أكتوبر – ق. 16 نوفمير)، وقتل إدريس بعد 40 يومًا من ذلك. وهذا من شأنه أن يوضح أن موت إدريس كان في ربيع الثاني أو الجمعة الأولى (في وقت ما ق. 26 نوفمبر - ق. 25 ديسمبر).